# Shannon Noll
Shannon Noll (Orange, 16 settembre 1975) è un cantante australiano.

## Biografia
Nel 2003 è stato finalista di Australian Idol. In seguito ha firmato un contratto discografico con la Sony BMG australiana. Ha pubblicato quattro album in studio entrati tutti nella "top 10" della ARIA Charts. Nel 2010 è passato alla Universal Music. Alcuni dei suoi più grandi successi a livello di singoli sono What About Me (2004) e Don't Give Up (2006).

## Discografia

### Album in studio
- 2004 – That's What I'm Talking About
- 2005 – Lift
- 2007 – Turn It Up
- 2011 – A Million Suns
- 2018 – Unbroken
- 2021 – Raw

### Raccolte
- 2008 – No Turning Back: The Story So Far
- 2009 – What Matters the Most

### Collaborazioni
- 2015 – Spirit of the Anzacs (Lee Kernaghan feat. Guy Sebastian, Sheppard, Jon Stevens, Jessica Mauboy, Shannon Noll e Megan Washington)

## Premi
- 5 ARIA No. 1 Chart Awards
- 1 APRA Awards
- 3 MTV Australia Awards
- 1 Nickelodeon Australian Kids' Choice Awards